# 전광삼
전광삼(田光三, 1964년 7월 9일 ~ )은 대통령실 시민사회수석비서관이다.

## 학력
- 울진초등학교 졸업
- 울진중학교 졸업
- 성광고등학교 졸업
- 중앙대학교 정경대학 (신문방송학 / 학사)
- 연세대학교 언론홍보대학원 (석사)

## 경력
- 서울신문 사회2부 기자
- 서울신문 정치부 차장
- 새누리당 수석부대변인
- 박근혜 대선후보 중앙선거대책위원회 공보위원
- 2013.01: 제18대 대통령직인수위원회 대변인실 실무위원
- 2013.02~2015.01: 대통령비서실 홍보수석비서관실 대변인실 국정홍보선임행정관
- 2015.02~2015.09: 대통령비서실 춘추관장
- 2018.01~2020.06: 제4기 방송통신심의위원회 상임위원
- 2023.02: 대통령비서실 시민소통비서관
- 2024.05~2025.06: 대통령비서실 시민사회수석